# TRUSTRICK
TRUSTRICK（トラストリック）は、日本の音楽ユニット。メンバーは神田沙也加とBillyである。略称は「トラトリ」「TT」。2016年に活動休止状態であったが、2019年4月5日に正式に解散を発表した。

## メンバー
神田沙也加（かんだ さやか）
1986年10月1日生まれ。東京都世田谷区出身。ボーカル、作詞担当。作曲も時折手がける。血液型はA型。母親はシンガーの松田聖子である。2021年12月18日、滞在先のホテルにて転落し急逝。詳細は本人の項で記述。
Billy（ビリー）
1980年11月16日生まれ。千葉県出身。ギター、作曲・編曲担当。血液型はB型。以前はバンド・猫騙のギタリストや、サポートメンバーとして活動していた。

## 概要
- 「TRUSTRICK」というユニット名は、『TRUST』（信頼、信用）と『TRICK』（いたずら、策略）という相反する言葉を冠しており、「歌手・神田沙也加へのリスナーからの期待に応えること（TRUST）× Billyの音楽的バックボーンとあそび心を融合させること（TRICK）」という経緯から名付けられた[2]。
- 当初は4人編成を予定していたが「フットワークの軽さを考えて最終的にユニットという形になった」とデビューライブで神田自身が語っている。
- メンバーは、石垣愛による紹介で出会い、神田は後に「音楽やビジュアルイメージの好みが似ていたこと、『僕はJ-POPのことを尊敬してるから』という一言を聴いて大丈夫だなって思ったんです」とBillyをメンバーに選んだ経緯を語っている[3]。
- 神田はBillyの事を「とにかくメロディがキャッチーで歌詞もすごく書きやすい。イマジネーションをかき立てられる」「レスポンスが早くて、なによりBilly本人がポップ音楽を好んでいるため、作る曲がとても歌いやすく、歌うのが楽しい」と評価している。
- Billyは「とにかく声が良いので、いかにしてそれを活かすかということを第一に考えて曲を書いている」と作曲姿勢を語っている。

## 沿革
- 2014年
  - 4月23日 - ボーカル「神田沙也加」、ギター「Billy」による新ユニット「TRUSTRICK」として、6月25日に日本コロムビアより1stアルバム「Eternity」をリリースすることを発表[4]。
  - 6月21日 - 1stアルバム「Eternity」予約特典者を対象とした3ショット撮影会を「SHIBUYA TSUTAYA」にて実施。
  - 6月25日 - 1stアルバム「Eternity」でメジャーデビュー。同日「下北沢GARDEN」にてユニット初となるワンマンライブ「TRUSTRICK Premium Showcase『First Eternity』」を実施。
  - 6月26日 - 3日間にわたり「イオンレイクタウン」「舞浜イクスピアリ」「池袋サンシャインシティ」にて1stアルバム「Eternity」発売記念イベントを実施。
  - 8月15日 - オンラインショップ「TRUSTRICK SHOP」をオープン[5]。
  - 8月からユニット初となるツアー「TRUSTRICK Eternity Tour 2014」を開催。
  - 10月1日 - 「DAILY MUSIC」にてTRUSTRICK神田沙也加による「50%HONEY」の連載がスタート[6]。
  - 10月29日 - 配信限定シングル「On your marks!」（「福岡マラソン2014」テーマ曲）を発売[7]。
  - 11月8日 - 「福岡マラソン2014EXPO」に出演[8]。
  - 11月12日 - 3868枚の完全初回限定シングル「World's End Curtain Call -theme of DANGANRONPA THE STAGE-」（「ダンガンロンパ THE STAGE 〜希望の学園と絶望の高校生〜」テーマ曲）を発売[9]。
  - 12月1日 - プレミアムワンマンライブ「TRUSTRICK PREMIUM LIVE 2014『Year's End Curtain Call』」を実施[10]。
  - 12月14日 - 二子玉川ライズにて「Winter Rise 2014 SPECIAL LIVE」(観覧無料)実施[11]。
- 2015年
  - 1月2日 - ZIP-FMにてBillyの初パーソナリティラジオ「Super Billy Time」が放送開始[12]。
  - 1月10日 - 2ndシングル「FLYING FAFNIR」、2ndアルバム「TRUST」予約特典者を対象とした握手会&3ショット撮影会を「タワーレコード新宿店」にて実施。同日、TRUSTRICK初となるニコニコ生放送特番第2弾「TRUSTRICK 2ndシングル「FLYING FAFNIR」発売直前SPECIAL」を放送。
  - 1月14日 - 2ndシングル「FLYING FAFNIR」を発売。
  - 1月17日 - 2ndシングル「FLYING FAFNIR」、2ndアルバム「TRUST」予約特典者を対象とした握手会&3ショット撮影会を「SHIBUYA TSUTAYA」にて実施。
  - 1月24日 - 2ndシングル「FLYING FAFNIR」、2ndアルバム「TRUST」予約特典者を対象とした握手会&3ショット撮影会を「イクスピアリ」にて実施。同日、ニコニコ生放送特番「TRUSTRICK 2ndアルバム「TRUST」発売直前SPECIAL」を放送。
  - 1月28日 - 2ndアルバム「TRUST」を発売。同日、「下北沢GARDEN」にてTRUSTRICK Premium Showcase II「ver. TRUST」を開催。
  - 1月31日 - 2ndシングル「FLYING FAFNIR」、2ndアルバム「TRUST」発売記念ミニライブ&握手会を「池袋サンシャインシティ」にて実施。
  - 2月1日 - 2ndシングル「FLYING FAFNIR」、2ndアルバム「TRUST」発売記念ミニライブ&握手会を「ナディアパーク」にて実施。
  - 3月からツアー「TRUSTRICK TRUST Tour 2015」を開催。
  - 5月5日 - 1stE.P.「未来形Answer E.P.」を発売。
  - 6月7日 - 「NAGOYA CLUB QUATTRO」にてSAKAE SP-RING 2015に出場。
  - 8月28日 - 「さいたまスーパーアリーナ」にてAnimelo Summer Live 2015 -THE GATE-に出演。
  - 12月18日 - ワンマンライブ「TRUSTRICK LIVE PROUD 2015 "Good Bye Stray Sheep"」を実施。
- 2016年
  - 12月17日 - ワンマンライブ「TRUSTRICK TRICK TOUR 2016」をもって、活動休止[13]。
- 2019年
  - 4月5日 - 公式HP上にて、解散をする旨を発表した[1]。

## ディスコグラフィ

### シングル
|        | 発売日         | タイトル                                                  | 規格品番   | 規格品番   | 最高位 |
| CD+DVD | 発売日         | タイトル                                                  | CD         |            | 最高位 |
| ------ | -------------- | --------------------------------------------------------- | ---------- | ---------- | ------ |
| 1st    | 2014年11月12日 | World's End Curtain Call -theme of DANGANRONPA THE STAGE- |            | COCA-16960 | 27位   |
| 2nd    | 2015年1月14日  | FLYING FAFNIR                                             | COZA-997/8 | COCA-16961 | 12位   |

### ミニアルバム
|        | 発売日        | タイトル          | 規格品番     | 規格品番   | 最高位 |
| CD+DVD | 発売日        | タイトル          | CD           |            | 最高位 |
| ------ | ------------- | ----------------- | ------------ | ---------- | ------ |
| 1st    | 2015年5月5日  | 未来形Answer E.P. | COZP-1049/50 | COCP-39111 | 11位   |
| 2nd    | 2016年1月27日 | beloved E.P.      | COZP-1134/5  | COCP-39414 | 36位   |
| 3rd    | 2016年5月11日 | innocent promise  | COZP-1149/50 | COCP-39526 | 21位   |
| 4th    | 2016年8月10日 | Recall THE END    | COZP-1222/3  | COCP-39655 | 17位   |

### 配信シングル
|     | 発売日         | タイトル                                                      |
| --- | -------------- | ------------------------------------------------------------- |
| 1st | 2014年10月29日 | On your marks!                                                |
| 2nd | 2015年12月2日  | Good Bye School Dayz -theme of SUPER DANGANRONPA 2 THE STAGE- |

### アルバム
|        | 発売日         | タイトル | 規格品番    | 規格品番   | 最高位 |
| CD+DVD | 発売日         | タイトル | CD          |            | 最高位 |
| ------ | -------------- | -------- | ----------- | ---------- | ------ |
| 1st    | 2014年6月25日  | Eternity | COZP-859/60 | COCP-38610 | 17位   |
| 2nd    | 2015年1月28日  | TRUST    | COZP-1001/2 | COCP-38938 | 22位   |
| 3rd    | 2016年10月26日 | TRICK    | COZP-1258/9 | COCP-39753 | 26位   |

### 映像
|     | 発売日         | タイトル                                 | 規格品番  | 最高位 |
| --- | -------------- | ---------------------------------------- | --------- | ------ |
| 1st | 2015年10月28日 | First Film "Iolite"                      | COBA-6864 | 9位    |
| 2nd | 2017年3月22日  | PERFECT TRICK -TRICK TOUR 2016 ＆ CLIPS- | COXA-1209 | 57位   |

### 参加作品
| 形態                         | 発売日         | 参加楽曲                                                | 概要 | 名義                                                                                    |
| ---------------------------- | -------------- | ------------------------------------------------------- | --- | --------------------------------------------------------------------------------------- |
| トリビュートアルバム         | 2015年4月22日  | 雨が降る                                                | 「REQUEST」（坂本真綾のアルバム・カバー） | TRUSTRICK                                                                               |
| 配信シングル                 | 2015年5月13日  | ハジマレ, THE GATE!!                                    | 『Animelo Summer Live 2015 -THE GATE-』テーマソング                                                                                             | TRUSTRICK他アニメロ2015参加者                                                           |
| 配信シングル（のちアルバム） | 2015年12月23日 | ♯RUN（ハッシュラン）                                    | JRA日本中央競馬会の競馬サイト「umabi.jp」テーマソング WEBドラマ『走れ!サユリちゃん』主題歌 「Tetsuya Komuro JOBS#1」「TETSUYA KOMURO ARCHIVES」 | 小室哲哉 feat. 神田沙也加(TRUSTRICK) & tofubeats （ユニット名「TK feat. TK」※神田のみ） |
| トリビュートアルバム         | 2016年2月24日  | STARS                                                   | 「MIKA NAKASHIMA TRIBUTE」（中島美嘉のアルバム・カバー）                                                                                        | TRUSTRICK                                                                               |
| シングル                     | 2016年7月27日  | DEAD OR LIE                                             | テレビアニメ『ダンガンロンパ3 -The End of 希望ヶ峰学園-未来編』オープニングテーマ                                                               | 黒崎真音 feat.TRUSTRICK                                                                 |
| アルバム                     | 2017年1月25日  | ふたりのSecond party 〜港カヲルが神田沙也加に出会った〜 | 「俺でいいのかい 〜港カヲル、歌いすぎる〜」（港カヲル（グループ魂）のアルバム）                                                                 | （※神田のみ）                                                                           |

- 映像作品
  - 『Animelo Summer Live 2015 -THE GATE- 8.28』（2016年3月30日発売・Blu-ray）
  - 『Animelo Summer Live 2016 刻-TOKI- 8.26』（2017年3月29日発売・Blu-ray）

### タイアップ
| 起用年 | 曲名                                                          | タイアップ                                                                                           |
| ------ | ------------------------------------------------------------- | --- |
| 2014年 | ATLAS                                                         | 日本テレビ系『ミュージックドラゴン』サビなび! POWER PLAY                                             |
| 2014年 | ATLAS                                                         | 中京テレビ・日本テレビ系『まさかのタメ年トークバラエティー!ビックラコイタ箱』6月度エンディングテーマ |
| 2014年 | ATLAS                                                         | 福島中央テレビ『二畳半レコード』6月度エンディングテーマ                                              |
| 2014年 | On your marks!                                                | 福岡マラソン2014                                                                                     |
| 2014年 | World's End Curtain Call -theme of DANGANRONPA THE STAGE-     | 舞台『ダンガンロンパ THE STAGE 〜希望の学園と絶望の高校生〜』テーマソング                            |
| 2015年 | FLYING FAFNIR                                                 | テレビアニメ『銃皇無尽のファフニール』オープニングテーマ                                             |
| 2015年 | 未来形Answer                                                  | テレビアニメ『俺物語!!』オープニングテーマ                                                           |
| 2015年 | 未来形Answer                                                  | テレビ神奈川オンガク情報バラエティ『saku saku』5月度エンディングテーマ                               |
| 2015年 | Good Bye School Dayz -theme of SUPER DANGANRONPA 2 THE STAGE- | 舞台『スーパーダンガンロンパ2 THE STAGE 〜さよなら絶望学園〜』テーマソング                           |
| 2016年 | beloved                                                       | 日本テレビ系『バズリズム』1月オープニングテーマ                                                      |
| 2016年 | innocent promise                                              | テレビアニメ『少年メイド』オープニングテーマ                                                         |
| 2016年 | REBORN AT CAUTION AREA –theme of DANGANRONPA THE STAGE 2016–  | 舞台『ダンガンロンパ THE STAGE 〜希望の学園と絶望の高校生〜2016』テーマソング                        |
| 2016年 | Recall THE END                                                | テレビアニメ『ダンガンロンパ3 -The End of 希望ヶ峰学園- 未来編』エンディングテーマ                   |

## ライブ・イベント

### 発売記念イベント
- 2014年 - 1stアルバム「Eternity」発売記念イベント
- 2015年 - 2ndシングル「FLYING FAFNIR」& 2ndアルバム「TRUST」発売記念イベント
- 2015年 - TRUSTRICK 2ndシングル「FLYING FAFNIR」発売直前SPECIAL（ニコニコ生放送特番）
- 2015年9月24日 - TRUSTRICK First Film "Iolite" 特別先行上映会（東京・品川プリンスシネマ）
- 2015年9月25日 - TRUSTRICK First Film "Iolite" 特別先行上映会（大阪・なんばパークスシネマ）
- 2016年1月22日〜2月1日 - 2nd E.P.『beloved E.P.』発売記念イベント〜TRUSTRICK beloved TRUSTRIP〜
- 2016年5月11日 - 3rd E.P. 『innocent promise』発売記念イベント
- 2016年8月6日(大阪)・8月11日(東京) - 4th E.P.『Recall THE END』発売記念イベント
- 2016年10月6日〜10月30日 - 3rdアルバム 「TRICK」発売記念イベント(3ショット撮影会&握手会&ミニライブ)

### その他参加ライブ・イベント
- 2014年10月17日 - MILK原宿本店 ハロウィンナイト
- 2014年12月14日 - Winter Rise 2014 SPECIAL LIVE （二子玉川ライズ ガレリア）
- 2014年11月8日- 福岡マラソン2014EXPO （天神中央公園）
- 2014年12月15日 - Angelic Pretty「星降る夜のPrincess Dreamy Carnival〜夢見るプリンセスたちの星夜会〜」
- 2015年6月7日 - SAKAE SP-RING 2015
- 2015年8月28日 - Animelo Summer Live 2015 -THE GATE-
- 2015年12月7日 - Angelic Pretty「星煌くLuminous Night Festival★〜Angelic Pretty 15th Anniversary〜」（Hilton Tokyo Odaia ペガサスルーム）
- 2016年8月26日 - Animelo Summer Live 2016  刻-TOKI-

## 出演

### ラジオ
- Super Billy Time ※Billyのみ（ZIP-FM、2015年1月2日 - 3月27日）

## 書籍

### 雑誌
- 原宿POPUNITED
- bounce
- Player ※Billyのみ
- 声優グランプリ
- アニメディア
- WHAT's IN?
- CD&DLでーた
- CUT